# Ngauruhoe
Ngauruhoe (Mt Ngauruhoe) – czynny wulkan (technicznie rzecz ujmując, najmłodszy stożek erupcyjny wulkanu Tongariro) w Nowej Zelandii, na Wyspie Północnej.
Wysokość 2 291 m n.p.m. Od roku 1839 zanotowano 60 wybuchów, ostatnia znacząca aktywność w roku 1975. Wulkan stanowi część Parku Narodowego Tongariro. Stożek leży między dwoma innymi, pobliskimi wulkanami: Tongariro na północy i Ruapehu na południu. Na wulkanie można zaobserwować fumarole. Stożek jest udostępniony dla ruchu turystycznego, szlak na niego prowadzący jest odnogą szlaku Tongariro Crossing.
Wulkan ten został sfilmowany podczas kręcenia filmu Władcy Pierścieni, gdzie przedstawiał tolkienowską Orodruinę (Góra Przeznaczenia).
Zobacz też: Australazja